# Rallye (entreprise)
Pour les articles homonymes, voir Rallye.
La société Rallye est une holding française. Le chef d’entreprise français Jean-Charles Naouri en est le Président et l’actionnaire majoritaire à travers la société Foncière Euris.
Il est devenu actionnaire du Groupe Casino en 1992, actionnaire majoritaire en 1997, avant de réduire sa participation à 0,1 % en 2024 .
Rallye a également été l'actionnaire de contrôle du groupe Go Sport, l’un des principaux groupes de distribution d’articles de sport en France entre 1990 et 2021. La société est définitivement cédée à la Financière immobilière bordelaise en décembre 2021.
Le 22 avril 2024 débute la procédure de liquidation judiciaire de Rallye.

## Histoire
Entre les années 1940 et 1990, la société Rallye de Brest, fondée par l’industriel Jean Cam, est un acteur important de la distribution de produits alimentaires en France, principalement dans les zones nord-ouest et sud-est. Le premier magasin Rallye est ouvert en 1945 et en 1968, le premier hypermarché Rallye ouvre à Brest.
En 1989, Rallye acquiert les sept hypermarchés Euromarché appartenant à Disque Bleu.
En 1990, Rallye rachète l’entreprise grenobloise Genty-Cathiard, qui possède notamment les supermarchés Genty avec qui Rallye collabore depuis sept ans ainsi que les magasins Go Sport et Courir.
En proie à de graves problèmes de trésorerie, la société Rallye est rachetée en 1991 par Jean-Charles Naouri et sa société d’investissements Foncière Euris. Quelques mois plus tard, en octobre 1992, Rallye apporte au groupe Casino l’ensemble de son activité de distribution et de restauration. En contrepartie, Rallye reçoit des actions Casino et des droits de vote. À la suite de cette opération, Rallye détient 29 % du capital du groupe Casino. Antoine Guichard, dernier dirigeant familial du groupe Casino, conserve alors la présidence de l’entreprise. Le parc de magasins de Rallye se compose alors de 49 hypermarchés, 232 supermarchés, 29 stations-services et 70 cafétérias. Grâce à cette fusion et l’apport des activités de Rallye, Casino est désormais présent sur une grande partie du territoire.
À partir de septembre 1993, après le rapprochement entre Rallye et Casino, les hypermarchés et supermarchés de l’enseigne Rallye passeront progressivement sous une enseigne du groupe Casino (principalement Géant). L'enseigne Rallye disparaît définitivement en 2005 avec la transformation du Rallye Super de La Londe-les-Maures en Casino Supermarché.
En 1997, à la suite de l’échec de l’OPA de Promodès sur Casino, Rallye devient le premier actionnaire du groupe Casino et en détient la majorité des droits de vote. Bien que l’enseigne Rallye disparaisse peu à peu des différents territoires, la maison mère de Casino a, depuis le rapprochement entre Rallye et Casino, gardé le nom de Rallye.
En mai 2019, très endettée avec une dette globale de 3,3 milliards d'euros, la société Rallye est placée sous la protection du tribunal de commerce de Paris et obtient l'ouverture d'une procédure de sauvegarde.
Fin janvier 2021, la direction de Rallye annonce son intention de racheter une partie de sa dette. Quelques semaines plus tard, il réduit d'environ 146,2 millions d'euros sa dette non sécurisée après une offre publique de rachat. Début mars 2021, elle annonce son intention de céder le Groupe Go Sport à Hermione People & Brands, dépendant de la holding Financière Immobilière Bordelaise, pour un euro symbolique. La société est définitivement cédée en décembre 2021.
En mai 2023, Rallye a décidé, en assemblée générale, de relever l'âge limite pour diriger le groupe, passant ainsi de 75 à 78 ans afin que Jean-Charles Naouri, 74 ans, puisse poursuivre son mandat à la tête du groupe.
Quelques jours après cette décision, l'avenir de Jean-Charles Naouri est finalement mis en suspens en raison de l'ampleur de la dette du groupe. Alors que son PDG et principal actionnaire pensait pouvoir rester plus longtemps à la tête du groupe, il s'est résolu à accepter de discuter avec ses créanciers qui lui font aussi des offres de reprise.
En juillet 2023, l’Autorité des marchés financiers requiert 27,5 millions d'euros d'amende contre Rallye pour diffusion d'informations fausses ou trompeuses. Elle reproche notamment à Rallye d'avoir « rassuré artificiellement » les investisseurs entre mars 2018 et mai 2019 en disant « que l'entreprise disposait de financements alors que des conditions suspensives s'appliquaient à ces lignes de crédit et pouvaient donc entraîner leur indisponibilité partielle ».
En avril 2024, à la suite de la restructuration de la dette de Casino, la participation de Rallye dans cette dernière est massivement diluée, approchant le taux 0,1 %.
Le 22 avril 2024 débute la procédure de liquidation judiciaire de Rallye. La société s'est endettée de 8 milliards d'euros en 2023.

## Actionnaires
En 2023 : 
Jean-Charles Naouri (57,56%)
Flottant (49,96%)
Dimensional fund advisors LP (0,91%)
Salariés (0,47%)
Norges Bank Investment Management (0,07%)